# Amblygobius linki
Amblygobius linki là một loài cá biển thuộc chi Amblygobius trong họ Cá bống trắng. Loài này được mô tả lần đầu tiên vào năm 1927.

## Từ nguyên
Từ định danh linki được đặt theo tên của Đại úy Francis Link, cư dân lâu năm trên đảo Jolo (Philippines), nhằm vinh danh những nỗ lực của ông trong việc mở rộng kiến thức về quần đảo Sulu (cũng là nơi mà mẫu định danh của loài cá này được thu thập), cũng như hệ động vật, hệ thực vật và con người tại đó.

## Phân bố và môi trường sống
A. linki có phân bố nhỏ hẹp ở Tây Thái Bình Dương, bao gồm quần đảo Ryukyu (Nhật Bản), miền bắc Việt Nam, Philippines, quốc đảo Palau, khu vực Tây New Guinea (Indonesia), quần đảo Solomon và Nouvelle-Calédonie.
A. linki sống trên nền phù sa của bãi bùn ven rừng ngập mặn, hay nền bùn của khu vực cửa sông, đôi khi ở các hồ nước mặn, được tìm thấy ở độ sâu đến ít nhất là 10 m. Loài này cũng đã tiến vào dòng nước ngọt ở quần đảo Anambas.

## Mô tả
Chiều dài cơ thể lớn nhất được ghi nhận ở A. linki là 6,5 cm. Cá có màu trắng với 3 dải sọc đen dọc chiều dài thân. Đầu có nhiều vệt nâu đỏ. Có vạch nâu trên nắp mang và gốc vây ngực. Vây đuôi bo tròn. Vây lưng trước và sau có chiều cao bằng nhau. Vảy bao phủ phần trên của nắp mang, không có vảy ở má.
Số gai ở vây lưng: 6–7; Số tia ở vây lưng: 13; Số gai ở vây hậu môn: 1; Số tia ở vây hậu môn: 12.

## Thương mại
A. linki được đánh bắt trong ngành buôn bán cá cảnh và đã được nuôi trong điều kiện nuôi nhốt.